# Colombiers, Cher

Colombiers este o comună în departamentul Cher, Franța. În 1 ianuarie 2022 avea o populație de 410 de locuitori.